# Europaparlamentsvalet i Belgien 1989
Europaparlamentsvalet i Belgien 1989 hölls den 18 juni 1989. Belgien hade tilldelats 24 av totalt 518 platser i det tredje parlamentsvalet i Europeiska gemenskapens historia.
Landet var uppdelat i två valkretsar, baserat på de federala gemenskaperna. Den flamländska gemenskapen valde 13 mandat och den franskspråkiga gemenskapen valde 11 mandat. De kristdemokratiska och de socialdemokratiska partierna förlorade varsina mandat. De gröna och de liberala partierna vann varsina nya mandat medan de regionala partierna bara bytte mandat mellan sig.

## Valresultat
Av nästan 7,1 miljoner röstberättigade deltog 91,6 procent i valet. Andelen ogiltiga och blanka röster var 8,4 procent. 

### Franska gemenskapen
| Parti                                      | Röster    | %      | +/-    | Mandat | +/- | Partigrupp |
| ------------------------------------------ | --------- | ------ | ------ | ------ | --- | ---------- |
| Socialistiska partiet (PS)                 | 854 207   | 38,13  | ▲+4,09 | 5      | ▬ 0 | SOC        |
| Centre démocrate humaniste (PSC)           | 476 795   | 21,28  | ▲+1,81 | 2      | ▬ 0 | EPP        |
| Parti Réformateur Libéral (PRL)            | 423 479   | 18,90  | ▼-5,24 | 2      | ▼-1 | LDR        |
| Ecolo                                      | 371 053   | 16,56  | ▲+8,29 | 2      | ▲+1 | G          |
| Fédéralistes Démocrates Francophones (FDF) | 85 867    | 3,83   | ▼-3,08 | 0      | ▬ 0 |            |
| Övriga                                     | 28 993    | 1,29   |        |        |     |            |
| Giltiga röster                             | 2 240 394 | 100,00 |        | 11     |     |            |

### Flamländska gemenskapen
| Parti                                 | Röster    | %      | +/-    | Mandat | +/- | Partigrupp |
| ------------------------------------- | --------- | ------ | ------ | ------ | --- | ---------- |
| Kristliga folkpartiet (CVP)           | 1 247 075 | 34,08  | ▲+1,55 | 5      | ▲+1 | EPP        |
| Socialistpartiet (SP)                 | 733 242   | 20,04  | ▼-8,09 | 3      | ▼-1 | SOC        |
| Partiet för frihet och framsteg (PVV) | 625 561   | 17,10  | ▲+2,91 | 2      | ▬ 0 | LDR        |
| Agalev                                | 446 539   | 12,20  | ▲+5,12 | 1      | ▬ 0 | G          |
| Folkunionen (VU)                      | 318 153   | 8,70   | ▼-5,21 | 1      | ▼-1 | RBW        |
| Vlaams Blok                           | 241 117   | 6,59   | ▲+4,49 | 1      | ▲+1 | DR         |
| Övriga                                | 47 219    | 1,29   |        |        |     |            |
| Giltiga röster                        | 3 658 906 | 100,00 |        | 13     |     |            |